# Xã Mingona, Quận Barber, Kansas
Xã Mingona (tiếng Anh: Mingona Township) là một xã thuộc quận Barber, tiểu bang Kansas, Hoa Kỳ. Năm 2010, dân số của xã này là 78 người.